# Jamaica (Dracena)
Jamaica é um distrito do município brasileiro de Dracena, no interior do estado de São Paulo.

## História

### Origem
O povoado de Jamaica foi fundado no ano de 1947, em território do distrito de Gracianópolis (atual Tupi Paulista), no município de Lucélia. Em 1948 passou a pertencer ao distrito de Ouro Verde, município de Dracena, até se tornar distrito em 1953.

### Formação administrativa
- Distrito criado pela Lei n° 2.456 de 30/12/1953, com sede no povoado do mesmo nome e território desmembrado do distrito sede de Dracena e do distrito de Ouro Verde[7][8].
- Decreto nº 24.955 de 23/09/1955 - Cria a 1.ª Subdelegacia de Polícia do Distrito de Jamaica, no município de Dracena[9].

## Geografia

### Demografia

#### População urbana
| Crescimento população urbana | Crescimento população urbana | Crescimento população urbana | Crescimento população urbana |
| Censo                        | Pop.                         |                              | %±                           |
| ---------------------------- | ---------------------------- | ---------------------------- | ---------------------------- |
| 1960                         | 606                          |                              | —                            |
| 1970                         | 533                          |                              | −12,0%                       |
| 1980                         | 428                          |                              | −19,7%                       |
| 1991                         | 355                          |                              | −17,1%                       |
| 2000                         | 677                          |                              | 90,7%                        |
| 2010                         | 405                          |                              | −40,2%                       |
| Fonte: IBGE e Fundação SEADE |                              |                              |                              |

#### População total
Pelo Censo 2010 (IBGE) a população total do distrito era de 1 646 habitantes.

### Área territorial
A área territorial do distrito é de 109,476 km².

### Rodovias
O principal acesso ao distrito é a estrada que faz a ligação Dracena - SP-563 - Ouro Verde.

## Serviços públicos

### Administração
- Subprefeitura de Jamaica[4]

### Registro civil
Atualmente é feito na sede do município, pois o Cartório de Registro Civil das Pessoas Naturais do distrito foi extinto pelo  Tribunal de Justiça do Estado de São Paulo, e seu acervo foi recolhido ao cartório do distrito sede.

### Saneamento
O serviço de abastecimento de água é feito pela Empresa de Desenvolvimento, Água, Esgoto e Pavimentação de Dracena (EMDAEP).

### Energia
A responsável pelo abastecimento de energia elétrica é a Neoenergia Elektro, antiga CESP.

### Telecomunicações
O distrito era atendido pela Telecomunicações de São Paulo (TELESP), que inaugurou a central telefônica utilizada até os dias atuais. Em 1998 esta empresa foi vendida para a Telefônica, que em 2012 adotou a marca Vivo para suas operações.

## Religião
O Cristianismo se faz presente no distrito da seguinte forma:

### Igreja Católica
- A igreja faz parte da Diocese de Marília[21].

### Igrejas Evangélicas
- Congregação Cristã no Brasil[22].